# Gliwicki Klub Sportowy Piast 2019-2020
Questa voce raccoglie le informazioni riguardanti il Gliwicki Klub Sportowy Piast nelle competizioni ufficiali della stagione 2019-2020.

## Rosa
| N. |                        | Ruolo | Calciatore              |
| -- | ---------------------- | ----- | ----------------------- |
| 1  | Polonia (bandiera)     | P     | Jakub Szmatuła          |
| 2  | Danimarca (bandiera)   | D     | Mikkel Kirkeskov        |
| 3  | Polonia (bandiera)     | C     | Tomasz Jodłowiec        |
| 4  | Polonia (bandiera)     | D     | Jakub Czerwiński        |
| 5  | Polonia (bandiera)     | D     | Marcin Pietrowski       |
| 6  | Inghilterra (bandiera) | C     | Tom Hateley             |
| 7  | Polonia (bandiera)     | C     | Aleksander Jagiełło     |
| 9  | Polonia (bandiera)     | A     | Piotr Parzyszek         |
| 11 | Spagna (bandiera)      | A     | Jorge Félix             |
| 12 | Polonia (bandiera)     | P     | Patryk Królczyk         |
| 14 | Slovacchia (bandiera)  | D     | Jakub Holúbek           |
| 18 | Polonia (bandiera)     | C     | Patryk Sokołowski       |
| 19 | Polonia (bandiera)     | C     | Sebastian Milewski      |
| 20 | Polonia (bandiera)     | D     | Martin Konczkowski      |
| 21 | Spagna (bandiera)      | C     | Gerard Badía (capitano) |

| N. |                       | Ruolo | Calciatore           |
| -- | --------------------- | ----- | -------------------- |
| 22 | Polonia (bandiera)    | D     | Tomasz Mokwa         |
| 23 | Slovacchia (bandiera) | D     | Tomáš Huk            |
| 26 | Slovacchia (bandiera) | P     | František Plach      |
| 28 | Polonia (bandiera)    | D     | Bartosz Rymaniak     |
| 29 | Polonia (bandiera)    | C     | Remigiusz Borkała    |
| 34 | Polonia (bandiera)    | D     | Piotr Malarczyk      |
| 45 | Portogallo (bandiera) | A     | Tiago Alves          |
| 67 | Polonia (bandiera)    | C     | Michał Rakowiecki    |
| 71 | Polonia (bandiera)    | A     | Dominik Steczyk      |
| 77 | Polonia (bandiera)    | C     | Denis Gojko          |
| 88 | Slovenia (bandiera)   | D     | Uroš Korun           |
| 89 | Polonia (bandiera)    | A     | Patryk Tuszyński     |
| 90 | Spagna (bandiera)     | A     | Daniel Aquino Pintos |
| 92 | Polonia (bandiera)    | A     | Łukasz Krakowczyk    |